# Lac Saint-Paul (Laurentides)
Pour les articles homonymes, voir Saint-Paul.
Le lac Saint-Paul est un lac situé dans la municipalité locale de Amherst, dans la municipalité régionale de comté des Laurentides, dans la province de Québec au Canada.